# 溝畑茂
溝畑 茂（みぞはた しげる、Sigeru Mizohata、1924年12月30日 - 2002年6月25日）は、日本の数学者。専門は偏微分方程式。京都大学名誉教授。

## 来歴
1924年（大正13年）大阪府で生まれた。1944年（昭和19年）に第三高等学校理科を、1947年（昭和22年）に京都帝国大学理学部を卒業した。師は岡村博教授。1953年（昭和28年）京都大学理学部助教授に就任。
1954年（昭和29年）から1957年（昭和32年）にかけて、フランス政府給費留学生としてフランス、次いでアメリカ合衆国に留学した。以降、多くの論文をフランス語で執筆するなど、留学時の影響は大きい。1961年（昭和36年）京都大学教授に就任。
1966年（昭和41年）パリ大学客員教授。同年松永賞を受賞。また1986年（昭和61年）に、パリ大学から名誉博士号を授与される。1988年（昭和63年）に京都大学を定年退官した。1995年（平成7年）まで大阪電気通信大学の工学部教授などを務めた。後に京都大学名誉教授となった。
関数解析的手法を用いた偏微分方程式論を日本に持ち込んだ泰斗である。特に双曲型の偏微分方程式を精力的に研究し、Lax-Mizohataの定理を初めとして多数の業績を残している。1962年に出版された論文で考察された作用素は、線形偏微分方程式の局所可解性の研究において基本的な例である。著書の『偏微分方程式論』は英訳され、世界的な名著として知られている。
元観光庁長官・元大分フットボールクラブ代表取締役の溝畑宏は長男である。

## 著書
- 『偏微分方程式論』岩波書店〈現代数学 9〉、1965年。ISBN 4-00-005971-8。
- 『ルベーグ積分』岩波書店〈岩波全書〉、1966年。ISBN 4-00-021831-X。
- 『積分方程式入門』朝倉書店〈基礎数学シリーズ 14〉、1968年。
  - 小堀憲・小松醇郎・福原満洲雄編 編『積分方程式入門』（復刊）朝倉書店〈基礎数学シリーズ 14〉、2004年12月。ISBN 4-254-11714-0。
- 『数学解析』 上、朝倉書店〈数理解析シリーズ 1〉、1973年。ISBN 4-254-11025-1。[3]
- 『数学解析』 下、朝倉書店〈数理解析シリーズ 1〉、1973年。ISBN 4-254-11026-X。[4]
- 『解析学小景』岩波書店、1997年1月。ISBN 4-00-005183-0。[5]

### 共著・編著・共編著
- 溝畑茂、京都大学『微分方程式の総合的研究』1978-。
- 溝畑茂、京都大学『微分方程式の総合的研究』1985-1986。
- 溝畑茂ほか共著『微分積分学』学術図書出版社、1994年3月。

### 欧文主要著書
- Lectures on Cauchy Problem. Tata Institute of Fundamental Research. 1965.
- Mizohata, Sigeru (1979). The Theory of Partial Differential Equations (revised ed.). Cambridge University Press. ISBN 9780521297462
- Mizohata, Sigeru (1985). On the Cauchy Problem. Notes and Reports in Mathematics in Science and Engineering. 3. Academic Press, Inc.. ISBN 9781483269061

## 主な論文
- Mizohata, Sigeru (1961), “Some remarks on the Cauchy problem”, Journal of Mathematics of Kyoto University 1 (1):  109–127, doi:10.1215/kjm/1250525109
- Mizohata, Sigeru (1962), “Analyticity of the fundamental solutions of hyperbolic systems”, Journal of Mathematics of Kyoto University 1 (3):  327–355, doi:10.1215/kjm/1250525008
- Mizohata, Sigeru (1965). Lectures on Cauchy Problem, Tata Institute of Fundamental Research.
- Mizohata, Sigeru (1974), “On Cauchy-Kowalevski's Theorem; A Necessary Condition”, Research Institute for Mathematical Sciences 10 (2):  509–519, doi:10.2977/prims/1195192007
- Mizohata, Sigeru (1981), “On some Schrödinger type equations”, Proceedings of the Japan Academy, Series A, Mathematical Sciences 57 (2):  81–84, doi:10.3792/pjaa.57.81
- Mizohata, Sigeru (1958), “Unicité du prolongement des solutions pour quelques opérateurs différentiels paraboliques”, Memoirs of the College of Science, University of Kyoto, Series A: Mathematics 31 (3):  219–239, doi:10.1215/kjm/1250776858 (フランス語)
- Mizohata, Sigeru (1962), “Solutions nulles et solutions non analytiques”, Journal of Mathematics of Kyoto University, Series A: Mathematics 1 (2):  271–302, doi:10.1215/kjm/1250525061 (フランス語)